# لارا آهارونیان
لارا آهارونیان (ارمنی: Լարա Ահարոնյան؛ زادهٔ ۱۹۷۲) کنشگر حقوق بشری اهل کانادا است. وی مدیر «Women's Rights Centre» در ایروان می‌باشد.

## زندگی‌نامه
در ۱۹۷۲ در بیروت به دنیا آمد. جنگ داخلی لبنان در سال ۱۹۷۵ شروع شد. وی در دهه ۱۹۹۰ برای ادامه تحصیل به مونترآل نقل مکان نمود. آهارونیان در سال ۲۰۰۳ برای سکونت به ارمنستان نقل مکان نمود. وی یکی از کارگردانان فیلم مستندی تحت عنوان «Finding Zabel Yesayan» می‌باشد که دربارهٔ زندگانی نویسنده ارمنی، زابل یسایان در سال ۲۰۰۹ ساخته شده‌است. در سال ۲۰۱۴ جایزه "Woman of Courage" توسط سازمان ملل متحد به وی اعطا گردید.